# Альварес де Ареналес, Хуан Антонио
Хуан Антонио Альварес де Ареналес (исп. Juan Antonio Álvarez de Arenales; 13 июня 1770, Рейносо, Испания — 4 декабря 1831, Морайя, Боливия) — аргентинский генерал испанского происхождения, сражавшийся в войне за Соединенные провинции Рио-де-ла-Плата, Чили и Перу.

## Ранний период жизни
Родился 13 июня 1770 года в городе Вилья-де-Рейносо (Кастилия и Леон, Испания). Сын Франсиско Альвареса де Ареналеса и Марии Гонсалес.
В 1784 году он прибыл со своей семьей в Буэнос-Айрес, где получил образование, готовясь к церковной карьере. Ареналес выбрал военную карьеру. В 1795 году он был назначен младшим королевским судьей в округе Арке, провинция Кочабамба, а в 1804 году он занимал должность в Ямпараеше, провинция Чаркас.

## Бои в Верхнем Перу
После завершения учебы его отправили в Верхнее Перу, где он принял участие в Чукисакской революции 25 мая 1809 года — первом движении против испанского правления, проходившем в вице-королевстве Рио-де-ла-Плата.
С победой в битве при Ла-Флорида, он получил много ранений и едва не лишился жизни, защищая вход в Верхнее Перу Северной армии, в своей третьей попытке включить Верхнее Перу в революцию, возглавляемую Хосе Рондо, и вновь занял город Кочабамба.

## Перуанская война за независимость
Хуан Антонио Алвьарес де Ареналес получил звание генерала и столкнулся с Мартином Мигелем де Гуэмесом, лидером, который, кстати, вел войну в Гаухе, успешную оборонительную стратегию защиты северной границы, но очень дорогую для провинции, особенно для высших сословий.
В середине 1817 года он был назначен провинциальным командующим армией Кордовы и вел почти постоянную борьбу с небольшими группами мятежников гаучо, не дававшую положительных результатов против федералов.

## Кампания «Сьерра» в Перу
В 1819 году Ареналес присоединился к Андской армии в Чили. Генерал Хосе де Сан-Мартин приказывает Ареналесу командовать экспедицией в рамках Освободительной экспедиции в Перу, отправляя его в Писко, Перу, 5 октября 1820 года, положив начало экспедиции «Сьерра». После прибытия в пункт назначения он взял на себя руководство двумя основными кампаниями в горах.
6 декабря 1820 года Хуан Антонио Альварес де Ареналес повел войска в битву при Паско, используя сильный снегопад для внезапной атаки. Ареналес разбил войска роялистов под командованием Диего О’Рейли, захватив О’Рейли и включив пленных в свои собственные силы. Получив известие о том, что силы роялистов потерпели поражение от экспедиции Ареналеса, город Уануко созвал городское собрание 9 декабря 1820 года. Эдуардо Лукар-и-Торре, полковник роялистской армии, позволил гражданам Уануко проголосовать за то, присоединяться ли к делу Ареналеса, и большинство проголосовало за присоединение к патриотическому движению. 15 декабря 1820 года Уануко объявило независимость, и благодаря их помощи Лукар-и-Торре был назначен мэром Уануко, а Хосе Фигероа был назначен командующим оружием. 8 января 1821 года Ареналес перегруппировался с генералом Сан-Мартином.

## Губернатор Сальты
1 января 1824 года Хуан Антонио Алвьарес де Ареналес был назначен губернатором Сальты. Его администрация была упорядоченной и эффективной, стремясь к либеральному провинциальному правительству в соответствии с центральным правительством, которое было установлено Бернардино Ривадавией в Буэнос-Айресе. В 1825 году он совершил последнюю кампанию в Верхнем Перу, надеясь сразиться с одним из двух последних оплотов роялистов в континентальной Америке (другой был Эль-Кальяо в прибрежном Перу), но генерал-роялист Педро Антонио Оланета был убит своими собственными солдатами, и в конечном итоге Ареналес ничего не добился. Он даже не смог восстановить регион Тариха (теперь в Боливии) как часть провинции Сальта.

## Смерть
Хуан Антонио Альварес де Ареналес умер в городе Морайя, Боливия, в 1831 году в доме полковника Хосе Мануэля Писарро. Он был похоронен там в общем склепе, за исключением черепа, сохраненного полковником Писарро и доставленного в город Буэнос-Айрес Марии Хосефе Урибуру Ареналес, дочери и матери будущего президента Аргентины Хосе Эваристо Урибуру. В мае 1959 года его останки прибыли в Сальту, где были помещены в «Пантеон северной славы Республики», после проведения гражданско-военной церемонии перемещения в соборе Сальты.

## Семья
В 1795 году в Сальте Хуан Антонио Альварес де Ареналес женился на местной уроженке на Серафине де Гонсалес Ойос (? — 1851), дочери Бонифасио Гонсалеса де Ойос и Марии Мартины де Торрес Гаэте и Кордова. У супругов быо пятеро детей:
- Флорентин Антонио Альварес де Ареналес Ойос (род. 1797)
- Полковник Хосе Ильдефонсо Альварес де Ареналес Ойос (1798—1862)
- Мария Мерседес Альварес де Ареналес Ойос (1802—1862)
- Мария Хосефа Наталья Альварес де Ареналес Ойос (1807—1890), мать президента Аргентины Хосе Эваристо Урибуру
- Хуана Антония Альварес де Ареналес Ойос (род. 1807).